# Igreja Católica em Nauru
A Igreja Católica em Nauru faz parte da Igreja Católica em comunhão com o bispo de Roma, o Papa.

## Demografia
A ilha de Nauru tem uma área de aproximadamente 21 km² e uma população censitária de 10.210 habitantes (2007). O cristianismo é a maior religião do país. Segundo o censo de 2002, o catolicismo constituía a segunda religião do país, com 33,2% da população total.

## História

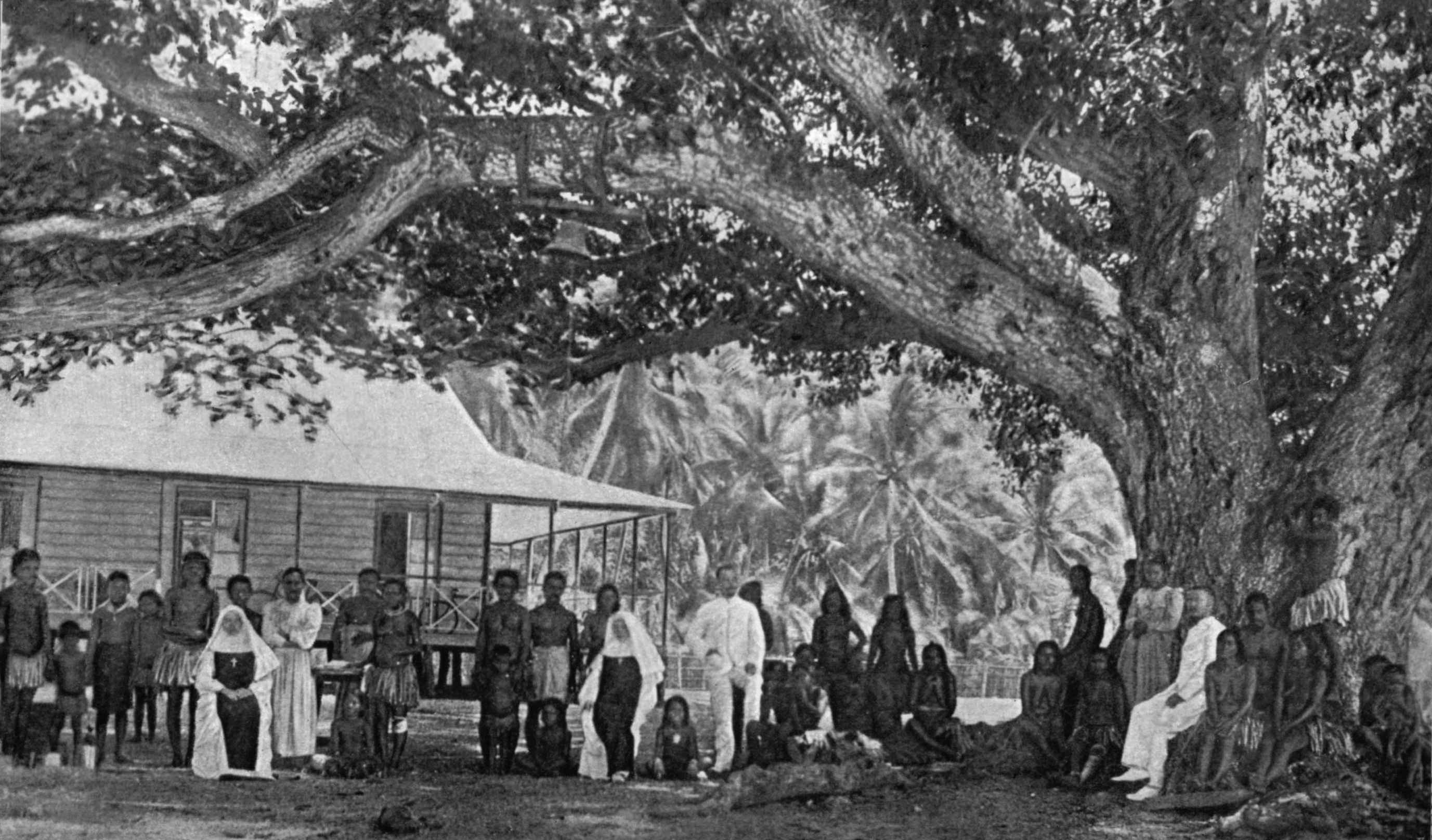
Uma missão católica em Nauru em 1914

Nauru, habitada por polinésios e melanésios, teve seus primeiros contatos com os europeus durante o século XVIII. O contato com os baleeiros europeus começou no século XVIII. Antes da chegada do cristianismo, os habitantes de Nauru aderiram a uma religião animista segundo a qual a criação de sua ilha era devida a dois espíritos de Kiribati. Colônia alemã desde 1888, a ilha viu os primeiros missionários católicos e protestantes chegarem no final do século XIX.
A Igreja Católica estabeleceu o vicariado apostólico das Ilhas Gilbert em 1897. Após a Primeira Guerra Mundial, Nauru foi administrado em conjunto pela Austrália, Nova Zelândia e Grã-Bretanha, antes de ser brevemente ocupado pelo Japão durante a Segunda Guerra Mundial. Em 1968, Nauru adotou uma constituição, que prevê a liberdade de religião.
Timothy Detudamo traduziu a Bíblia para a língua nauruana em 1930. Em 1966, o vicariato apostólico das Ilhas Gilbert foi elevado a uma diocese com o nome da diocese de Tarawa. Em 1978, mudou seu nome para as dioceses de Tarawa, Nauru e Funafuti; em 1982 foi dividido na missão sui iuris de Funafuti e na diocese de Tarawa e Nauru.
Os feriados cristãos do Natal e da Páscoa são feriados religiosos oficiais no país. A Igreja Católica permanece ativa na educação e no trabalho missionário.

## Nunciatura apostólica
A nunciatura apostólica em Nauru foi estabelecida em 1 de junho de 1992 com o breve apostólico Ad firmiores reddendas do Papa João Paulo II, separando-a da delegação apostólica no Oceano Pacífico. O núncio apostólico reside em Wellington, Nova Zelândia.

### Núncios apostólicos
- Thomas Anthony White (1 de dezembro de 1992 - 27 de abril de 1996 (renúncia))
- Patrick Coveney (7 de dezembro de 1996 - 25 de janeiro de 2005 (nomeado núncio apostólico na Grécia))
- Charles Daniel Balvo (30 de janeiro de 2007 a 17 de janeiro de 2013 (nomeado núncio apostólico no Quênia e observador permanente da Santa Sé no PNUMA e no ONU-HABITAT))
- Martin Krebs (3 de maio de 2014 - 16 de junho de 2018 (nomeado núncio apostólico no Uruguai))
- Novatus Rugambwa (30 de novembro de 2019-atualmente)